# برينت ستيل
برينت ستيل (بالإنجليزية: Brent Steele)‏ هو سياسي أمريكي، ولد في 25 أغسطس 1947 في إنديانابوليس في الولايات المتحدة. حزبياً، نشط في الحزب الجمهوري. وقد انتخب عضو مجلس ولاية إنديانا.